# Quannum Spectrum
Quannum Spectrum est une compilation du label indépendant Quannum Projects, sortie le 27 juillet 1999.
Cet album est le premier enregistrement du label Quannum Projects, après sa naissance des cendres du label Solesides. En plus des artistes de Quannum Projects, l'album contient des contributions de Jurassic 5, Divine Styler, Souls of Mischief et El-P, et inclut également des cuts du DJ Mack B-Dog.

## Liste des titres
| No  | Titre               | Interprète(s)                                   | Durée |
| --- | ------------------- | ----------------------------------------------- | ----- |
| 1.  | Concentration       | Quannum MCs et Jurassic 5                       | 4:39  |
| 2.  | One of a Kind       | Blackalicious                                   | 2:57  |
| 3.  | Storm Warning       | Latyrx                                          | 5:45  |
| 4.  | Divine Intervention | Divine Styler et DJ Shadow                      | 4:19  |
| 5.  | Mic Break           | Mack B-Dog et Gift of Gab                       | 1:06  |
| 6.  | Golden Rule         | Maroons featuring Erin Anova                    | 3:53  |
| 7.  | People Like Me      | Joyo Velarde                                    | 4:33  |
| 8.  | I Changed My Mind   | Lyrics Born et The Poets of Rhythm              | 4:39  |
| 9.  | The Extravaganza    | Quannum MCs et Souls of Mischief                | 6:16  |
| 10. | Hott People         | Lyrics Born                                     | 4:27  |
| 11. | Looking Over a City | Latyrx featuring El-P                           | 4:58  |
| 12. | Jada's Vengeance    | Blackalicious featuring Maroons et Joyo Velarde | 3:42  |
| 13. | Mic Break 2         | Chief Xcel                                      | 0:37  |
| 14. | Bombonyall          | Quannum MCs                                     | 4:20  |
| 15. | Mic Break 3         |                                                 | 1:00  |